# Прага-Троя
Прага-Троя (чеш. Praha-Troja) — район на севере Праги на берегу Влтавы. Троя — это престижный вилловый район, а также один из самых зелёных районов Праги.

## История
Возник на месте бывшего села. 1 января 1922 года Троя стала частью Большой Праги в качестве одного из 8 муниципалитетов в составе района Карлин. Район Троя входил в состав Праги 7 до 31 декабря 1991, с 1 января 1992 года стал самостоятельной административной единицей, называемой Прага-Троя.

## Достопримечательности
- Тройский замок, первый в Праге летний загородный дворец, построенный в 1679—1691 годах имперскими графами Штернберками по барочному проекту французского эмигранта Жана-Батиста Матеи. Здесь же открыта с ноября по февраль винотека.
- Пражский зоопарк
- Пражский ботанический сад, где представлена садово-парковая культура Турции, Японии и Средиземноморья, а теперь и крупнейший аквапарк.
- Тройский парк.

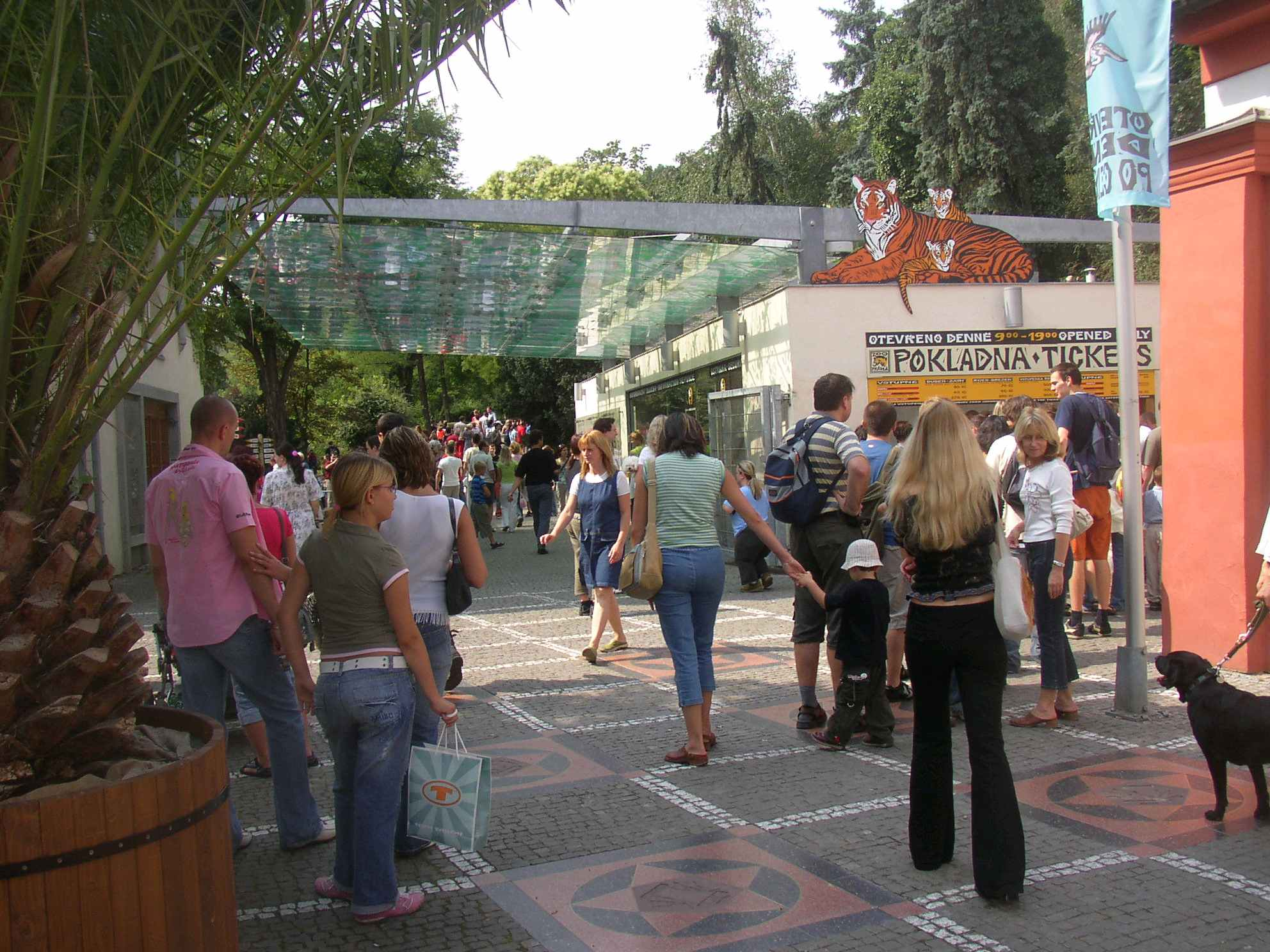
Вход в Пражский зоопарк
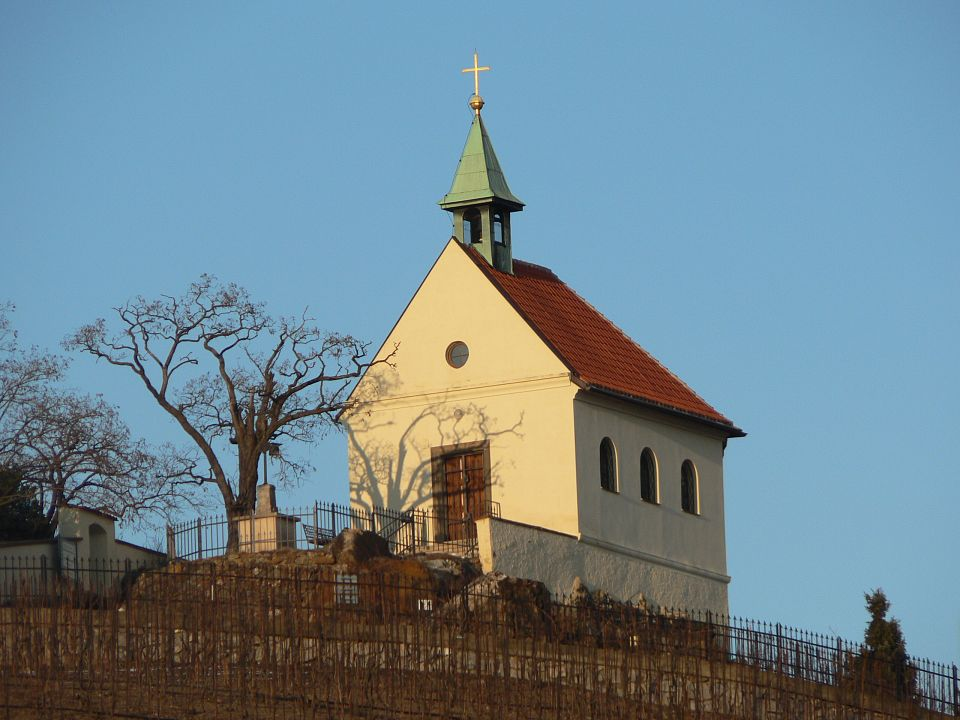
Часовня
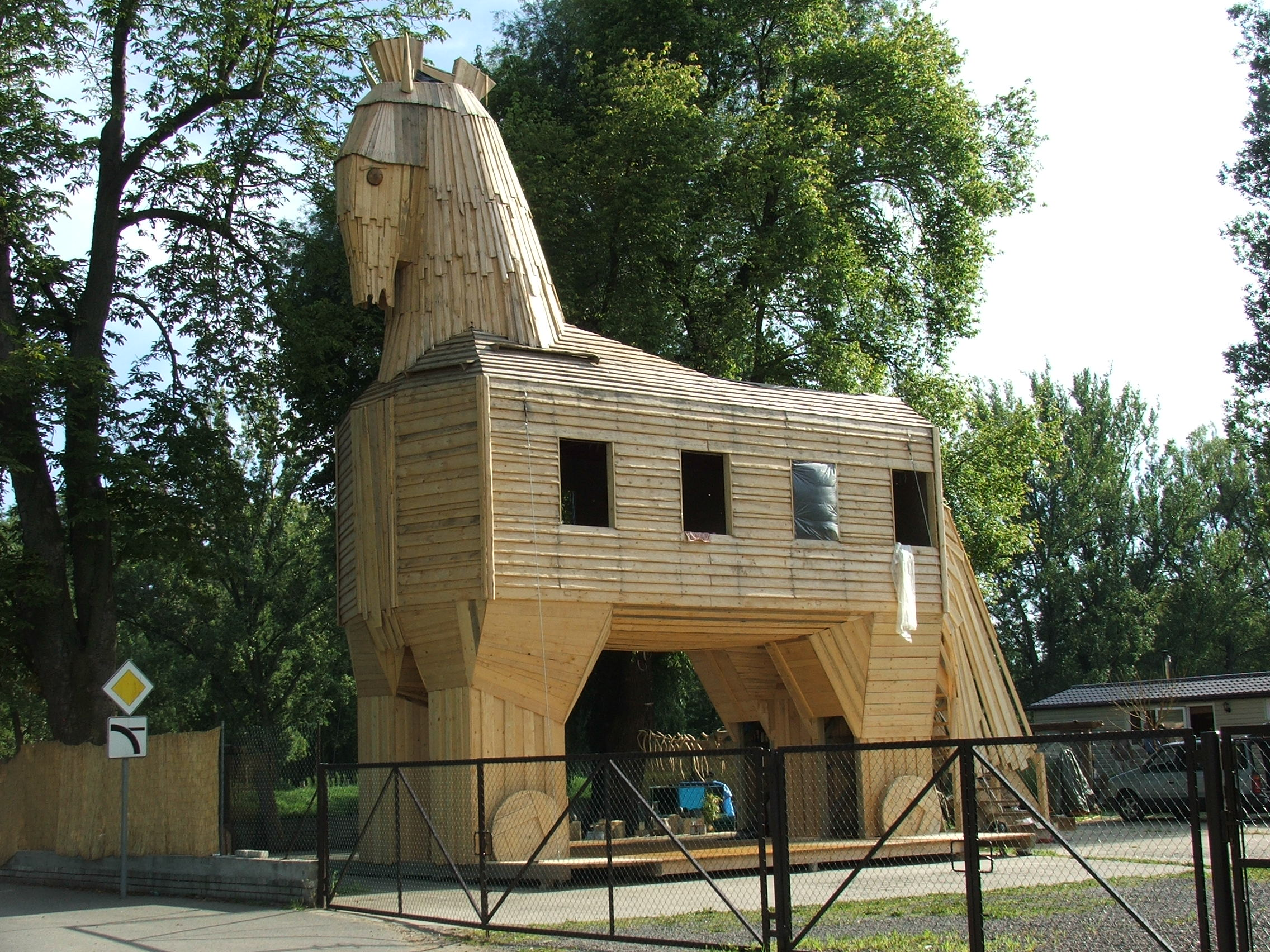
Троянский конь на Цесарском острове (Бубенеч)
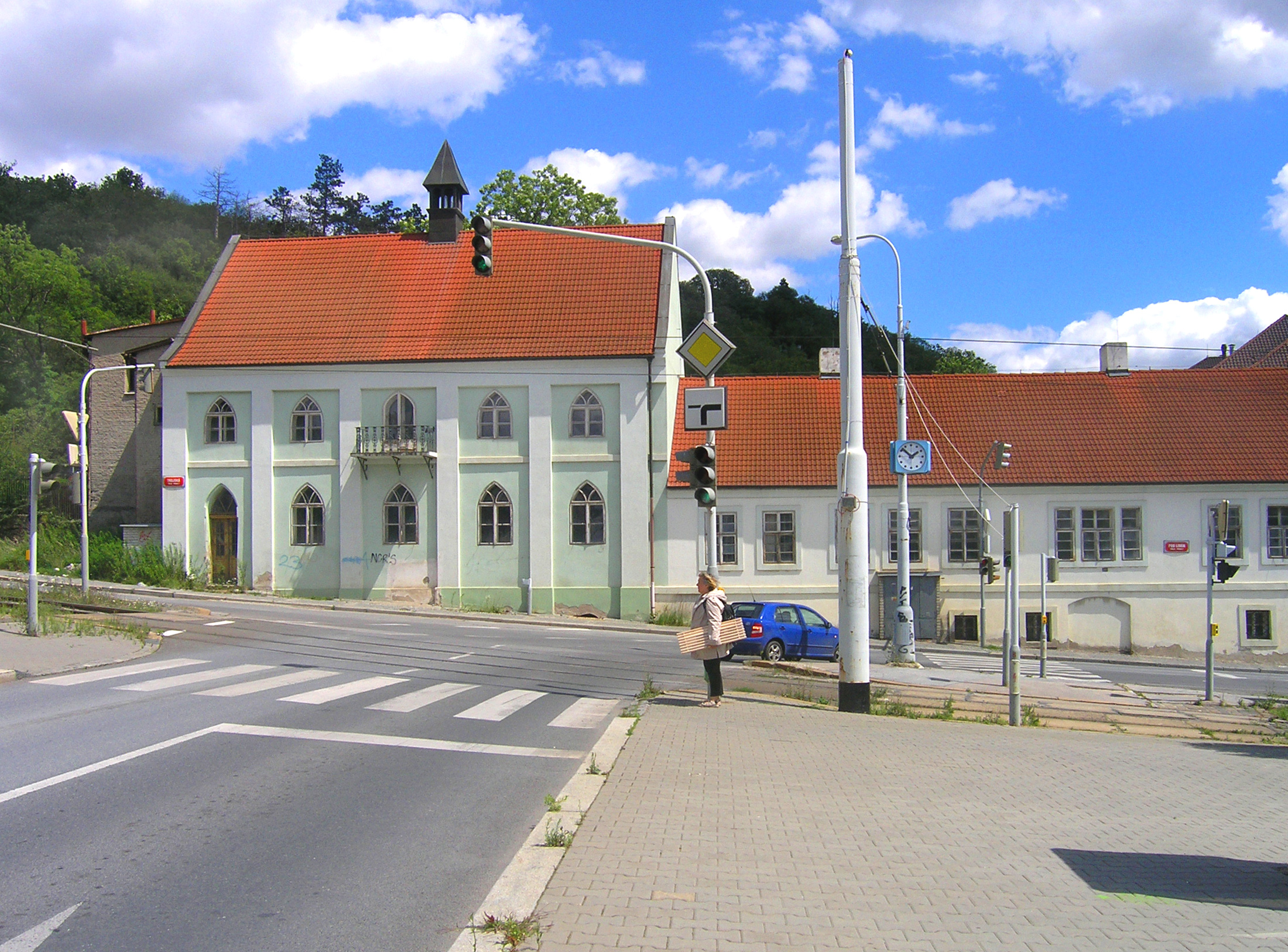
Тройская улица